# Можель
Можель — река в Мурманской области России. Протекает по территории городского округа Ковдорский район. Правый приток реки Ковдора.
Длина реки составляет 12 км. Площадь бассейна составляет 47,2 км².
Берёт начало в болотистой местности рядом с границей Ковдорского района и Кандалакшского района на высоте свыше 300 м над уровнем моря. Протекает по лесистой местности. На реке организовано 2 отстойника для хозяйственных нужд. Впадает в Ковдору. Населённых пунктов на реке нет.

## Данные водного реестра
По данным государственного водного реестра России относится к Баренцево-Беломорскому бассейновому округу, водохозяйственный участок реки — река Нива, включая озеро Имандра. Речной бассейн реки — бассейны рек Кольского полуострова и Карелии.
Код объекта в государственном водном реестре — 02020000312101000009861.